# Жерло
Жерло́ (споріднене з «джерело», «горло») — це ділянка всередині вулкана, якою магма виходить із вулкана на поверхню землі. Зазвичай жерло має форму трубки, що з наближенням до земної кори тоншає.
Жерло закінчується на земній корі кратером.
Якщо кратер замалий, утворюються бічні кратери під тиском магми.
Жерлом також називають канал ствола артилерійської зброї.